# David Coverdale
David Coverdale (Saltburn-by-the-Sea, Inglaterra, 22 de setembro de 1951) é um cantor e compositor inglês, mais conhecido por ser vocalista e líder do grupo britânico de hard rock/heavy metal Whitesnake.
Além do Whitesnake, teve importante passagem pela banda britânica de hard rock Deep Purple.

## Carreira
Na segunda metade dos Anos 1960, David Coverdale participou das bandas "Denver Mule" e "Skyliners" entre 1967 e 1968.
Em meados dos Anos 1970, David ficou mundialmente conhecido por substituir o vocalista Ian Gillan no Deep Purple, gravando o disco Burn, um dos mais famosos da banda. 
Após o término do grupo em 1976 - a banda voltaria com a formação clássica nos Anos 1980 -, Coverdale decidiu lançar seu projeto solo em 1977.
Em 1978, fundou o Whitesnake, grupo que fez sucesso com os diversos hits com sucesso pelo mundo, como "Is This Love", "Here I Go Again", "Love Ain't No Stranger" e "Still Of The Night", entre outras músicas.
O Whitesnake participou do primeiro Rock In Rio, no Brasil, em 1985, no dia do metal, substituindo o Def Leppard, impossibilitado devido a atrasos com o álbum Hysteria.
Em 1991, resolveu dar uma pausa nos trabalhos com o Whitesnake. 
Em 1993, lançou um projeto intitulado Coverdale•Page com Jimmy Page do Led Zeppelin. 
Em 1997, lançou mais um álbum Restless Heart. 
Novamente com o Whitesnake, no início do século XXI, voltou a lançar álbuns, como Good to Be Bad  (2008) e Forevermore (2011), e segue com o grupo até o momento.

## Vida pessoal
O primeiro casamento de Coverdale foi com a alemã Julia Borkowski, em 1974, e sua primeira filha, chamada Jessica, nasceu em 1978. Seu segundo casamento foi com Tawny Kitaen, de fevereiro de 1989 até o divórcio em abril de 1990. Kitaen foi conhecida pelas aparições provocativas nos vídeos do Whitesnake, como "Here I Go Again","Is This Love" e "Still of the Night". 
Desde 1997 ele está casado com Cindy Baker, uma autora de livros, com trabalhos como The Food That Rocks. O casal tem um filho, Jasper, nascido em 1996.
Em 01 de março de 2007, Coverdale tornou-se cidadão dos Estados Unidos, numa cerimônia em Reno, e agora detém dupla cidadania, americana e britânica. Ele vive perto do Lago Tahoe, em Nevada, há mais de 20 anos.

## Discografia

### Com Deep Purple
- Burn (1974)
- Stormbringer (1974)
- Come Taste the Band (1975)
- Made in Europe Live Abril 1975 (1976)
- Last Concert in Japan Live December 1975 (1977)
- Live in London Live May 1974 (1982)
- Singles A's & B's (1993)
- On the Wings of a Russian Foxbat: Live in California 1976 (1995)
- California Jamming Live April 1974 (1996)
- Mk III: The Final Concerts Live April 1975 (1996)
- Days May Come and Days May Go, The California Rehearsals, June 1975 (2000)
- 1420 Beachwood Drive, The California Rehearsals, Part 2 (2000)
- This Time Around: Live in Tokyo Live December 1975 (2001)
- Listen, Learn, Read On (2002)
- Just Might Take Your Life Live April 1974 (2003)
- Perks and Tit Live April 1974 (2004)
- Live in Paris 1975 Live April 1975 (2004)
- Burn 30th Anniversary Edition (2004)
- Live in California 74 (DVD) (2005)
- Stormbringer 35th Anniversary Edition (2009)

### Com Whitesnake
- Snakebite (1978)
- Trouble (1978)
- Lovehunter (1979)
- Live at Hammersmith (1980)
- Ready an' Willing (1980)
- Live...In the Heart of the City (1980)
- Come an' Get It (1981)
- Saints & Sinners (1982)
- Slide It In (1984)
- Whitesnake (1987)
- Slip of the Tongue (1989)
- Whitesnake's Greatest Hits (1994)
- Restless Heart (1997)  (creditado para David Coverdale & Whitesnake)
- Starkers in Tokyo (1998)
- Best of Whitesnake (2003)
- The Early Years (2004)
- Silver Anniversary Collection (2003)
- Live In the Still of the Night (2006)
- Live...In the Shadow of the Blues (2006)
- Good to Be Bad (2008)
- 30th Anniversary Collection (2008)
- Forevermore (2011)
- Live at Donington 1990 (2011)
- Made in Japan (2013)
- Made in Britain (2013)
- The Purple Album (2015)

### Solo/outros
- Whitesnake (1977)
- Northwinds (1978)
- "The Last Note of Freedom" (canção da trilha sonora de Days of Thunder (1990))
- Coverdale•Pagee (1993, com Coverdale•Page)
- Into the Light (2000)